# كلارا س. إم. كانون
كلارا س. إم. كانون (بالإنجليزية: Clara C. M. Cannon)‏ هي قائدة دينية أمريكية، ولدت في 21 أبريل 1839 في ويستفيلد في الولايات المتحدة، وتوفيت في 21 أغسطس 1926 في سنترفيل في الولايات المتحدة بسبب سرطان المريء.